# Kontradans

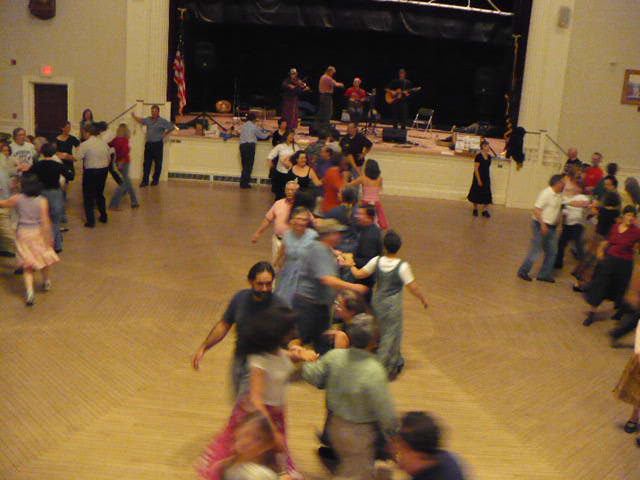
Kontradansare i New Hampshire i USA

Kontradanser är gruppdanser med enklare steg, men rörelsemönstrena kan vara mer eller mindre komplicerade. De dansande ställer upp sig i rader mot varandra och utför dansstegen parvis. I Sverige har danser som franska kadriljer och engelskor från Brittiska öarna varit vanliga sedan 1600- och 1700-talen, speciellt i kustlandskapen. Kontradansena har i Sverige levt kvar längst i de södra landskapen, och i låtsamlingen Svenska Låtar finns det många kadriljer och engelskor bevarade från dessa landskap.
Den amerikanska dansen squaredans är en typ av kontradans. Även kadrilj, angläs, kotiljong och fransäs är exempel på kontradanser.
Även i linedance dansas vissa danser som kontra genom att man står på rader mot varann och dansar fasta danser med inlärda steg. Oftast är dock linedance en singeldans där man dansar i rader mot olika väggar.
Ordet "kontradans" är belagt i svenska språket sedan 1734 och kommer från franskans "contredanse" som i sin tur kommer från engelskans "country dance", alltså "lantlig dans".